# Siro López Lorenzo
Siro López Lorenzo, más conocido como Siro, nace en Ferrol el 19 de enero de 1943. Es un reputado humorista gráfico, caricaturista y ensayista gallego .

## Trayectoria
Se inició como delineante en la empresa metalúrgica Bazán, y publicó sus primeros dibujos en 1970, en la revista Chan, dirigida por Raimundo García Domínguez. Rápidamente se especializó en caricatura y humor y colaboró asiduamente en distintos periódicos gallegos, como Ferrol Diario (en 1971), El Ideal Gallego (1972), La Región (1973 ), El Norte de Galicia (1980) y, especialmente, La Voz de Galicia, diario con el que trabajó desde 1985 hasta 2006 como caricaturista político, principalmente. Desde el año 2000 coordina el suplemento de humor de La Voz titulado Xatentendo.com. Entre 1997 y 1999 colaboró en Diario 16 en el espacio "Almas del nueve largo", con Xosé Luis Alvite.
Sus dibujos también aparecieron en diferentes revistas ( Grial, Teima, Vagalume, Can sen Dono, Encrucillada y otras) y también en numerosos libros de diferentes autores ( Neira Vilas, Chao Rego, Manolo Rivas, Xavier Alcalá, Barreiro Rivas, Helena Villar etc. ).
Es autor de las ilustraciones de los siete volúmenes dedicados a la antropología dentro del Proyecto Galicia, de Hércules Edicións, y de los cinco volúmenes de la serie Mitología publicada por Ediciones de la Torre. Realiza las medallas de las colecciones Letras Galegas y Xacobeo 99, en colaboración con el escultor Manuel Ferreiro Badía . En 1997 diseñó el sello conmemorativo del Día de las Letras Gallegas dedicado a Ángel Fole.
Ha publicado más de 15 discos, desde esos primeros "Humor 71" (1971) o "Probes casas" (1975) hasta los últimos, como "Siro 30 anos pêlé" (2000) o "Xente na brétema"(2003). Al mismo tiempo presentó numerosas exposiciones de sus obras de caricaturas, retratos y lo que él denominaba “ figuraciones ”. Con el gallo del Día de las Letras Gallegas 2009, otorgado a Ramón Piñeiro, presentó la exposición Ramón Piñeiro en memoria  .
Junto a Xaquín Marín, impulsó un manifiesto en defensa del humor, del que nació la idea de lo que ahora es el Museo del Humor de Fene . En el mismo sentido, cabe recordar que fue el diseñador del proyecto Praza do Humor, en La Coruña, en 1990.
También colaboró desde el principio en radio y televisión como guionista, director o locutor. En la COPE de Ferrol fue guionista y director del programa "O espello", entre 1970 y 1985; en Radio Voz realizó "Corre Carmela, que chove", entre 1993 y 1999; en Televisión de Galicia colaboró en programas como Mosteiros ou lendas, "Riscos" (con 50 entrevistas a artistas plásticos gallegos) y, en 1990, dirigiendo ¿Imos aló?, el primer curso de gallego en este medio.

## Obras en gallego

### Ensayo
- Castellao e os nenos, 1980.
- ¿Cómo debuxar caricaturas?, 1991, Junta de Galicia.
- O caricaturista José María Cao Luaces, 1993.
- Castelao humorista, 1996, Centro Ramón Piñeiro.[8]
- Celestino Fernández de la Vega, 2001 .
- Cervantes y Don Quijote . A invención do humorismo , 2017, Centro de Investigaciones en Humanidades Ramón Piñeiro .

### Teatro
- Hai que confiar na esperanza, 2003.

### Literatura infantil-juvenil
- Sorrir en Frades, 1994.

### Obras colectivas
- Humor e límites de humor en Ramón Piñeiro, en Homenaxe a Ramón Piñeiro, 2009, Centro Ramón Piñeiro, en el que explora las diferencias entre Piñeiro y Xosé Manuel Beiras
- Marcos Valcárcel . O valor da xenerosidad, 2009, Difusora.
- Xosé Chao Rego : renacer galego. (Actas do Simposio-Homenaje) , 2010, Fundación Bautista Álvarez de Estudios Nacionalistas.
- Vivir un soño repetido. Homenaxe a Lois Pereiro , 2011, Asociación de Escritores en Lengua Gallega, libro electrónico.
- O humor en cadriños. Conversas con Siro, Xaquín Marín, Xosé Lois, Gogue y Pepe Carreiro , por Félix Caballero, 2012, Morgante.
- Os aforismos do riso futurista, 2016, Xerais.
- Antonio Fernández Morales, autor berciano. Bicentenario do seu nacimiento (1817-2017) (Ediciones Fervenza, 2017).

### Artículos
- Simplicissimus, Gulbransson y Castelao, 1979, Grial, donde desarrolla la influencia del humorista alemán Gulbransson sobre Castelao.

## Obras en español

### Ensayo
- Castelao en el arte europeo, 2016, Real Academia Gallega de Bellas Artes.

## Reconocimientos
Recibió, entre otros, los premios Merlín (en dos ocasiones: El Progreso, 1980, y Museo do Humor de Fene, 1996), el Vieira do Humor Gráfico (Enxebre Orde da Vieira, 1982), el Premio Fernández Latorre (La Voz de Galicia, 1986 Fundación Fernández Latorre ), Ferrolán del año (1991), el Premio de Periodismo (Junta de Galicia, 1991), la Medalla de Plata de Galicia (Junta de Galicia, 1997) y el Premio Galicia de Comunicación (2001), en además del ya citado Premio Álvaro Cunqueiro de Teatro en 2003.
Su obra se expone en diferentes centros como el Museo Carlos Maside (Sada), el Museo del Humor (Fene), el Museo Municipal de Ferrol o el propio Centro Ramón Piñeiro. También forma parte de las colecciones de Caixa Galicia, Caixanova, Universidad de Santiago de Compostela o el Parlamento de Galicia.

### Otros premios
- Finalista en el concurso de la Asociación Cultural O Facho en 1973, por Xurxo .
- 2º Premio del Concurso Nacional de Cuentos Infantiles O Facho en 1982, de Boliche .
- Premio Álvaro Cunqueiro en 2003, por Hay que confiar en la esperanza .
- Premio AELG Bueno y Generoso en 2013 .

### Otros artículos
- Humor grafico